# Årets sportjournalist
Årets sportjournalist utsågs för första gången 1987, då av Sportjournalisternas Klubb Stockholm (SKS). 2015 breddades utmärkelsen till att gälla sportjournalister i hela Sverige, då priset blev gemensamt med Svenska Sportjournalistförbundet (SSF). Och sedan 2017, då SKS gått upp i SSF i en omorganisation, står enbart SSF bakom utmärkelsen.

## Pristagare sedan priset blev nationellt
2015 blev TV4:s Olof Lundh Årets Sportjournalist. Ur motiveringen: "Stilistik och nyhetsjakt i skrift. Tydligt och pedagogiskt i etermedia. Mod, glöd och nyfikenhet som ger en oberoende journalistik på alla plattformar."
Året efter, 2016, var det programledaren Ola Wenström som vann. Motiveringen: ”Trygg, kunnig, varm och nyfiken. Innovativ, utvecklande och framåt såväl i bild som i skrift i ett föränderligt medieklimat.
Aftonbladets Kristoffer Bergström blev Årets Sportjournalist 2017. I motiveringen stod det: "Välgrundad och välformulerad. Med kunskap och fakta i granskning. Med värme i det personliga mötet. En sportjournalistik som därmed gör skillnad." 
2018 gick utmärkelsen till Radiosporten och Alexander Lundholm. Juryns motivering var: ”Med en spänningsframkallande stämma, fångas de dramatiska ögonblicken med journalistik blick och känsla, i såväl direktsända sammanhang som i de dramatiserade återblickarna.” 
Östersunds-Postens Linda Hedenljung blev Årets Sportjournalist 2019, efter sina avslöjanden kring fotbollsklubben Östersunds FK. Motiveringen:  "Journalistikens grund är den kritiska granskningen. Med en journalistisk ryggrad, ytterligare förstärkt av integritet, mod och gediget hantverk, har avslöjanden kring Östersunds FK främjat utvecklingen av en stark sportjournalistik." 
| År   | Namn                            | Redaktion                 |
| ---- | ------------------------------- | ------------------------- |
| 1987 | Åke Strömmer                    | Radiosporten              |
| 1988 | Anders Andersö                  | Svenska Dagbladet         |
| 1989 | Torbjörn Peterson               | Dagens Nyheter            |
| 1990 | Per-Olof Olsson                 | TT                        |
| 1991 | Claes-G Bengtsson               | Expressen                 |
| 1992 | Bo Gentzel                      | SVT Sport                 |
| 1993 | Pia Erlandsson                  | SVT Sport                 |
| 1994 | Ulf Pettersson                  | Idrottsboken              |
| 1995 | Anders Steinvall                | Dagens Nyheter            |
| 1996 | Ken Olofsson                    | frilans                   |
| 1997 | Sune Sylvén                     | Svenska Dagbladet         |
| 1998 | Lars Sandlin                    | Aftonbladet               |
| 1999 | Lennart Eriksson                | frilans                   |
| 2000 | Jens Lind                       | frilans                   |
| 2001 | Lars Östling                    | Aftonbladet               |
| 2002 | Jan Majlard                     | Svenska Dagladet          |
| 2003 | Lasse Granqvist                 | frilans                   |
| 2004 | Jens Littorin                   | Dagens Nyheter            |
| 2005 | Simon Bank                      | Aftonbladet               |
| 2006 | Peter Jihde                     | SVT Sport                 |
| 2007 | Göran Zachrisson                | frilans                   |
| 2008 | Mats Wennerholm                 | Aftonbladet               |
| 2009 | Tommy Åström                    | frilans                   |
| 2010 | Henrik Skiöld                   | TT                        |
| 2011 | André Pops                      | SVT Sport                 |
| 2012 | Erik Niva                       | Aftonbladet               |
| 2013 | Lisa Edwinsson                  | Dagens Nyheter            |
| 2014 | Johanna Frändén                 | Aftonbladet               |
| 2015 | Olof Lundh                      | TV4                       |
| 2016 | Ola Wenström                    | MTG Sport                 |
| 2017 | Kristoffer Bergström            | Aftonbladet               |
| 2018 | Alexander Lundholm              | Radiosporten              |
| 2019 | Linda Hedenljung                | Östersundsposten          |
| 2020 | Anders Bengtsson Johan Orrenius | Offside                   |
| 2021 | Joel Segerdahl                  | Discovery Networks Sweden |
| 2022 | Patrik Brenning                 | Sportbladet               |
| 2023 | Johan Esk                       | Dagens Nyheter            |